# Grabo (Costa d'Avorio)
Grabo è una città, sottoprefettura e comune della Costa d'Avorio, situata nella regione di San-Pédro. Conta una popolazione di 39 181 abitanti (censimento 2014).